# Mer de Dirac
La Mer de Dirac est un concept métaphorique  représentant le vide quantique, proposé par le physicien britannique Paul Dirac (1902-1984).

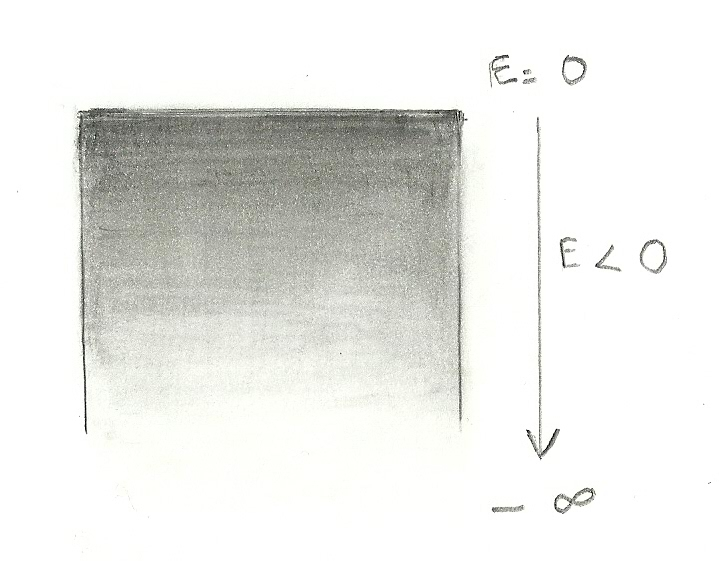
Figure 1 : Le vide est représenté par une « mer » allant d'une profondeur infinie d'énergie négative jusqu'à une valeur maximale considérée comme le zéro de l'énergie.

## Description
Paul Dirac suggéra que l'on considère le vide quantique non comme un milieu désertique, mais comme une mer d'électrons de profondeur infinie où chaque électron occuperait un niveau d'énergie propre, s'étalant sur une échelle allant de l'infini négatif jusqu'à une certaine valeur maximale. Cette valeur maximale étant considérée comme le « niveau de la mer », autrement dit l'état fondamental, le zéro de l'énergie qui est la base pour définir toutes les autres (Figure 1).

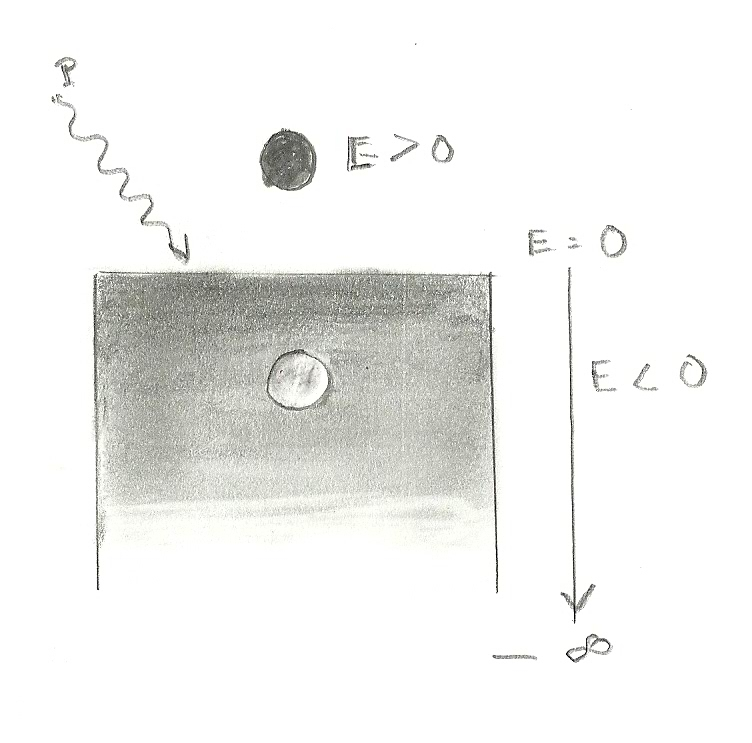
Figure 2 : lorsqu'on fournit de l'énergie au vide sous la forme d'un photon P (d'énergie égale à deux masses électroniques), une paire de positron-électron est créée pendant une durée de vie très courte (10-21 seconde), correspondant respectivement à un état vide dans l'énergie négative soit « trou dans la mer » et à un état d'énergie positive rempli.

Ce paisible « océan électronique » reste virtuel et indétectable tant que rien ne le perturbe ; cependant des fluctuations d'énergie du vide peuvent être mises en évidence dans certaines circonstances, par exemple lorsqu'un photon d'énergie 2 Mc² (où M est la masse d'un électron) rencontre un atome qui émettra au moment de l'impact une paire électron-positron (Figure 2) ayant pour durée de vie 10-21 seconde, ceci en accord avec les solutions des équations du principe d'incertitude de la mécanique quantique.
Un « trou » dans l'énergie négative de la mer de Dirac, c'est-à-dire une absence d'énergie négative, correspond à un état d'énergie positive rempli, les deux états se convertissant respectivement en une paire positron-électron lors d'une fluctuation d'énergie du vide.